# Nicky Butt
Nicholas Butt, mais conhecido como Nicky Butt (Gorton, 21 de janeiro de 1975) é um ex-futebolista inglês. Atualmente é treinador assistente do Manchester United.

## Títulos
Manchester United
- Premier League: 1995–96, 1996–97, 1998–99, 1999–00, 2000–01 e 2002–03
- Copa da Inglaterra: 1995–96, 1998–99 e 2003–04
- Supercopa da Inglaterra: 1996, 1997 e 2003
- Liga dos Campeões da UEFA: 1998–99
- Mundial Interclubes: 1999

Newcastle United
- Copa Intertoto da UEFA: 2006